# ロマン・フェヴル
ロマン・フェヴル（Romain Faivre, 1998年7月14日 - ）は、フランス・アニエール＝シュル＝セーヌ出身のサッカー選手。スタッド・ブレスト29所属。ポジションはミッドフィールダー。

## 経歴
2018年2月12日、ASモナコと契約を結んだ。2月19日のFCロリアン戦でデビューした。
2020年6月30日、スタッド・ブレスト29に65万ユーロで移籍した。
2022年1月31日、オリンピック・リヨンと4年半契約を結び、1500万ユーロの移籍金、200万ユーロのボーナス、将来移籍した場合の移籍金の15%を支払うことで合意した。
2023年1月28日、FCロリアンにシーズン終了までレンタル移籍。
2023年7月13日、AFCボーンマスに移籍。2023-24シーズンはロリアンに再びレンタルに出されることとなった。

## 人物
アルジェリアにルーツを持っている。